# Innviertel

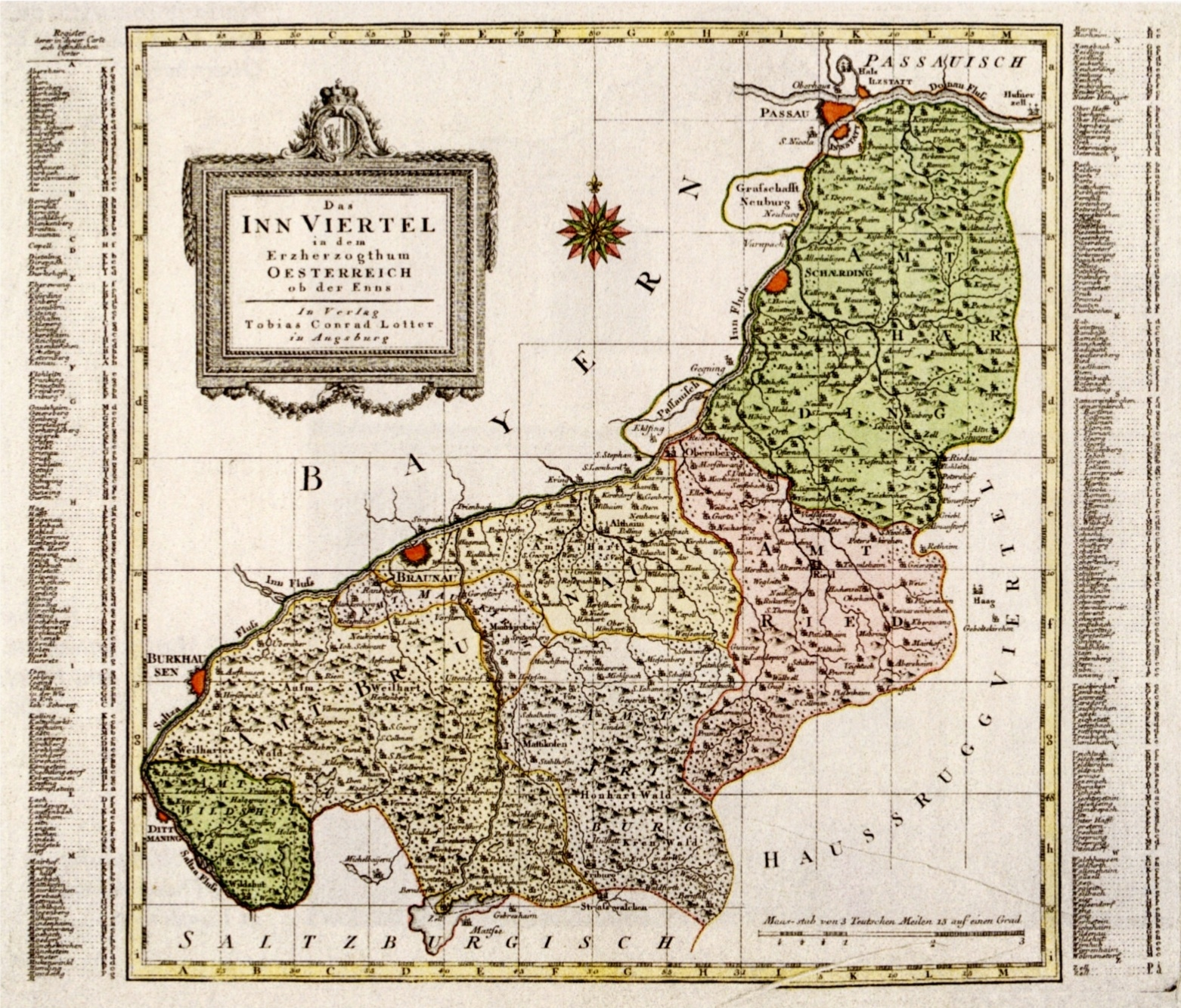
Carte de l'Innviertel en 1779.

L'Innviertel représente le quart nord-ouest de la Haute-Autriche et comprend les districts de Braunau am Inn, Ried im Innkreis et Schärding. Depuis la création des districts politiques en 1868, l'Innviertel n'a plus d'existence politique et désigne uniquement une région historique. Contrairement au reste de la Haute-Autriche, la région faisait, en grande partie, partie de la Bavière jusqu'en 1779 (cession lors du traité de Teschen). Il s'agit d'une région fertile, densément peuplée, vallonnée, située entre la Salzach, l'Inn, le Danube et le Hausruck. La superficie de l'Innviertel est d'environ 2 250 km2 et sa population de près de 218 000 habitants.

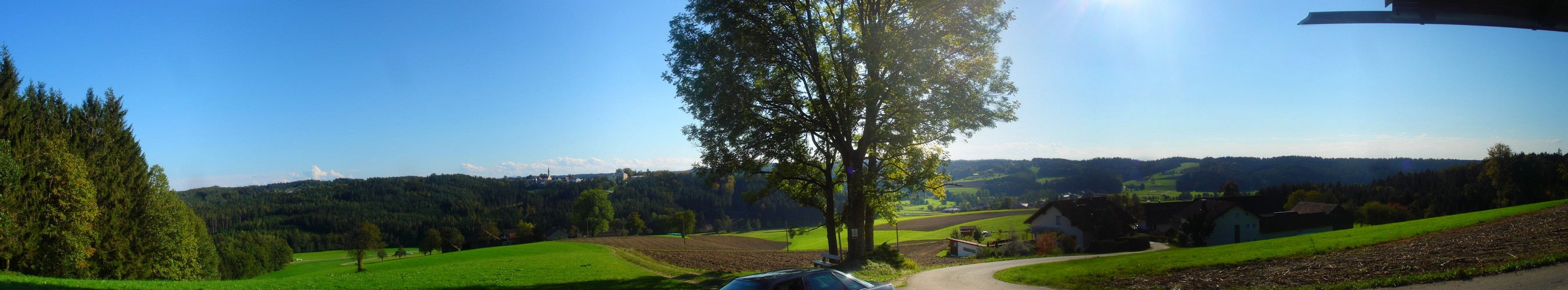
Panorama de l'Innviertel.

## Particularismes locaux
L'incorporation de l'Innviertel en Haute-Autriche s'est accompagnée de mesures politiques telles que des serments d'allégeance et des hommages à la nouvelle souveraineté autrichienne. Malgré l'adoption généralisée du vocabulaire standard autrichien, le dialecte bavarois a persisté linguistiquement, tout comme l'influence de l'architecture bavaroise, visible dans les façades colorées des villes. Un certain sentiment d'indépendance s'est manifesté, notamment dans le débat sur la capitale de la région, suscitant des rivalités politiques entre l'Innviertel et le reste de la Haute-Autriche. Les habitants de l'Innviertel s'identifient fortement à leur région, marquant ainsi une continuité historique malgré les changements politiques et administratifs.

## Personnalités
De nombreux Autrichiens célèbres sont originaires de cette région : Richard Billinger (de), Franz Xaver Gruber, Adolf Hitler, Franz Jägerstätter, Ernst Kaltenbrunner, Anton Zeilinger, Rudi (de) et Willi Schneider (en), Franz Stelzhamer (de), Friedrich Ch. Zauner (de), Thomas Schwanthaler.

## Littérature
- Ludwig Maier : G’wunna hat z’letzt nur unseroans! Der Bairische Volksaufstand 1705/1706 im Spanischen Erbfolgekrieg. Vom Innviertel nach Tölz, zur Sendlinger Mordweihnacht und zur Schlacht bei Aidenbach. Munich 2005,  (ISBN 3-902121-68-8).
- Herbert Wurster : Heimat am Inn, Kultur und Geschichte, Simbach/Braunau/Inn 1999.
- Günther Kleinhanns, Anton Hauser : Das Innviertel. Jugend und Volk, Vienne 1991,  (ISBN 3-224-17656-3).
- Siegfried Haider : Geschichte Oberösterreichs. R. Oldenbourg, München 1987,  (ISBN 3-486-54081-5).
- Roger M. Allmannsberger, Gerhard Schwentner : Das Landgericht Ried (= Historischer Atlas von Bayern. Teil I/2: Innviertel). Bayerische Akademie der Wissenschaften, Munich 2017,  (ISBN 978-3-7696-6561-1).
- Gerhard Schwentner : Das Landgericht Schärding. Kommission für bayerische Landesgeschichte (= Historischer Atlas von Bayern. Teil I/1: Innviertel). Bayerische Akademie der Wissenschaften, Munich 2014,  (ISBN 978-3-7696-6559-8).